# Getsemane

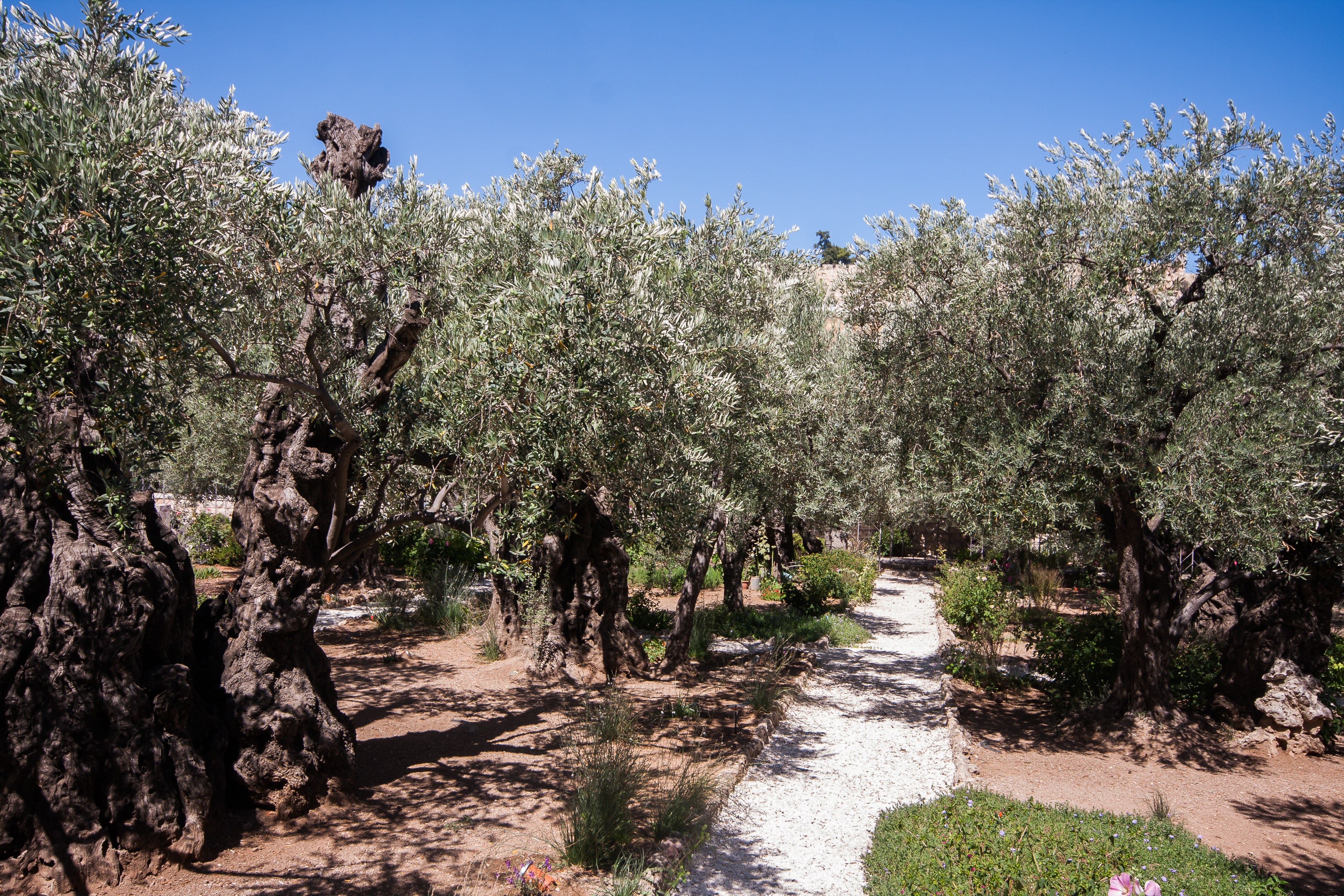
Det nutida Getsemane, eventuellt på samma plats som det bibliska.

Getsemane (grekiska Γεθσημανῆ, Gethsēmanē, hebreiska גת שמנים, av arameiska גת שמנא, Gat Šmānê) är en trädgård vid foten av Olivberget i Jerusalem och anses traditionellt vara den plats där Jesus och hans lärjungar bad kvällen före Jesu korsfästelse. Enligt Lukasevangeliet 22:44 var Jesus ångest i Getsemane så djup att hans svett "droppade som blod ner på marken". Enligt ortodox tradition är Getsemane även den trädgård där apostlarna begravde Jungfru Maria.
Getsemane var ett viktigt resmål för tidiga kristna pilgrimer. I sitt verk Onomastikon konstaterar Eusebios av Caesarea att Getsemane är belägen vid foten av Oljeberget, och tillägger också att de kristna hade för vana att åka dit för att be.